# Kliper (pojazd kosmiczny)

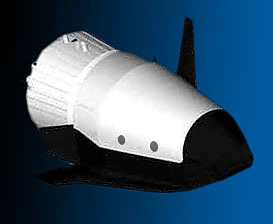
Model statku Kliper

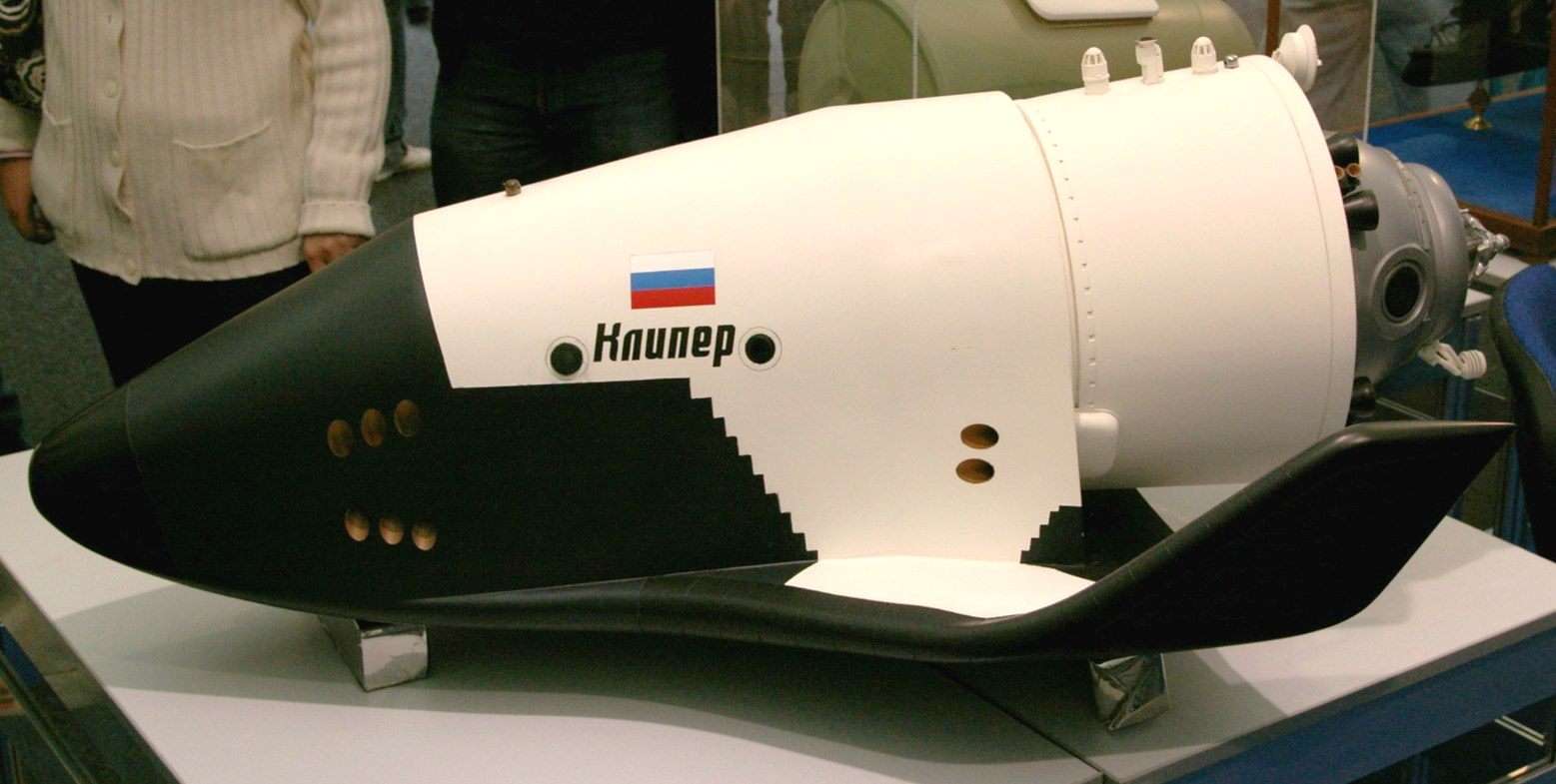
Model statku Kliper

Kliper (ros. Клипер) – to zaproponowany w 2004 r. rosyjski wahadłowiec kosmiczny, który miała budować firma RKK Energia. Kliper miał stać się następcą wysłużonych kapsuł Sojuz. Był projektowany jako pojazd wielokrotnego użytku zdolny do szybowania w atmosferze, zabierający na pokład do siedmiu osób. Przewidywana żywotność pojazdu miała wynosić 25 startów. Podstawowym zadaniem tego pojazdu miał być transport astronautów na i z Międzynarodowej Stacji Kosmicznej, przewidywano także zastosowania turystyczne. Pierwszy start pojazdu planowano na 2010 r.
Strona rosyjska zwróciła się do ESA (która w latach 90. projektowała miniaturowy prom kosmiczny o nazwie Hermes) z propozycją wspólnego realizowania programu Kliper. Nie wykluczono też sprzedaży pojazdów Kliper innym państwom, w tym USA, gdzie miałyby wypełnić lukę pomiędzy wycofywanymi ze służby wahadłowcami kosmicznymi a planowanym Orionem.
Ostatecznie w 2006 roku zrezygnowano z koncepcji Klipera na rzecz nowej kapsuły załogowej PPTS.

## Parametry techniczne
- długość: 12 m
- podstawowa średnica: 3,9 m
- rozpiętość: 8 m
- załoga: 2 osoby oraz 4 pasażerów
- pojemność użyteczna: 20 m³
- masa : 12,5 t
- ładunek: 0,5 t
- rakieta nośna: Onega / Zenit 2 / Angara 3A
- miejsce startu: kosmodrom w Kourou

## Holownik
Jesienią 2005 roku rosyjscy projektanci wprowadzili do konstrukcji pojazdu poprawki, które miały umożliwić wynoszenie pojazdu przez zmodyfikowaną rakietę nośną Sojuz 2. Rakieta nie posiadała mocy wystarczającej do wyniesienia pojazdu o masie pierwszej wersji Klipera, pojazd podzielono więc na dwie autonomiczne części – lżejszą kapsułę załogową oraz holownik kosmiczny Parom. 
Holownik, wyniesiony wcześniej na orbitę, miał łączyć się na niskiej orbicie z Kliperem (lub dowolnym modułem zaopatrzeniowym) i wynosić go na spotkanie Międzynarodowej Stacji Kosmicznej. Holownik wielokrotnego użytku pozostałby na orbicie pobierając paliwo z modułów zaopatrzeniowych lub zbiorników stacji. Oprócz napędzania „odchudzonego” Klipera, Parom miał zastąpić automatyczne pojazdy transportowe Progress.